# Alucard Records
Alucard Records war ein griechisches Independent-Label, für das auf Discogs nur Veröffentlichungen für die Jahre 2009 und 2010 hinterlegt sind. Das bevorzugte Tonträgerformat war die Kompaktkassette, vereinzelt finden sich Veröffentlichungen im Vinyl-Format.

## Diskografie
| Band                | Titel                                   | Jahr | Katalog-Nr. | Typ                   |
| ------------------- | --------------------------------------- | ---- | ----------- | --------------------- |
| Suicidal Angels     | Bloodthirsty Humanity                   | 2009 | ACR 001     | Kassette, Kompilation |
|                     | Curse from the Past                     | 2009 | ACR 002     | Kassette, Kompilation |
| Bastardator         | Identify the Dead                       | 2009 | ACR 003     | Kassette, Kompilation |
| Witchtrap / Revenge | Holocaust                               | 2009 | ACR 004     | Split-EP              |
| Black Sister        | Defenders of the Metal                  | 2009 | ACR 005     | Kassette, Kompilation |
| Hateful Agony       | Existence Is Punishment / Alcoholocaust | 2009 | ACR 006     | Kassette, Kompilation |
| Recrucify           | Awakening of the Satan’s Kommand        | 2010 | ACR 007     | 7"                    |
| Revenge             | From Hell                               | 2010 | ACR 008     | LP, Album             |